# Chrysopidia (Chrysopidia) jocasta
Chrysopidia (Chrysopidia) jocasta is een insect uit de familie van de gaasvliegen (Chrysopidae), die tot de orde netvleugeligen (Neuroptera) behoort. 
Chrysopidia (Chrysopidia) jocasta is voor het eerst wetenschappelijk beschreven door Hölzel in 1973.